# Provincia de Sofía
La provincia de Sofía (en búlgaro: Софийска област) es un óblast ubicado al centro-oeste de Bulgaria. Limita al norte con las provincias de Montana, Vratsa y Lovech; al este con las de Plovdiv y Pazardzhik; al sur con las de Blagoevgrad, Kyustendil y Pernik y al oeste con Serbia. Asimismo, rodea a la provincia de Sofía-Ciudad excepto en el extremo sudoccidental. Ambas provincias tienen como capital a Sofía, con administraciones separadas.

## División administrativa
La provincia está integrada por veintidós municipios:
- Anton (localidad rural con ayuntamiento propio)
- Municipio de Botevgrad (capital: Botevgrad)
- Municipio de Bozhurishte (capital: Bozhurishte)
- Chavdar (localidad rural con ayuntamiento propio)
- Chelopech (localidad rural con ayuntamiento propio)
- Dolna Banya (municipio urbano formado por la ciudad homónima)
- Municipio de Dragoman (capital: Dragoman)
- Municipio de Elin Pelin (capital: Elin Pelin)
- Municipio de Etropole (capital: Etropole)
- Municipio de Godech (capital: Godech)
- Municipio de Gorna Malina (capital: Gorna Malina)
- Municipio de Ihtiman (capital: Ihtiman)
- Koprivshtitsa (municipio urbano formado por la ciudad homónima)
- Municipio de Kostenets (capital: Kostenets)
- Municipio de Kostinbrod (capital: Kostinbrod)
- Municipio de Mirkovo (capital: Mirkovo)
- Municipio de Pirdop (capital: Pirdop)
- Municipio de Pravets (capital: Pravets)
- Municipio de Samokov (capital: Samokov)
- Municipio de Slivnitsa (capital: Slivnitsa)
- Municipio de Svoge (capital: Svoge)
- Municipio de Zlatitsa (capital: Zlatitsa)

### Localidades
Las localidades con más de mil habitantes en 2011 son las siguientes:
- Samokov
- Botevgrad
- Ihtiman
- Kostinbrod
- Etropole
- Svoge
- Slivnitsa
- Pirdop
- Kostenets
- Elin Pelin
- Bozhurishte
- Zlatitsa
- Dolna Banya
- Godech
- Pravets
- Kostenets
- Elin Pelin (pueblo)
- Vrachesh (Botevgrad)
- Trudovets (Botevgrad)
- Dragoman
- Novi Jan (Elin Pelin)
- Koprivshtitsa
- Petarch (Kostinbrod)
- Iskrets (Svoge)
- Vakarel (Ihtiman)
- Litakovo (Botevgrad)
- Skravena (Botevgrad)
- Lesnovo (Elin Pelin)
- Mirkovo
- Momin Prohod (Kostenets)
- Tserovo (Svoge)
- Tsarichina
- Anton
- Blado Trichkov (Svoge)
- Ravno Pole (Elin Pelin)
- Gorna Malina
- Chelopech
- Aldomirovtsi (Slivnitsa)
- Govedartsi (Samokov)
- Gara Lakatnik (Svoge)
- Novachene (Botevgrad)
- Chavdar
- Dragovishtitsa (Kostinbrod)
- Musachevo (Elin Pelin)
- Raduil (Samokov)
- Dzhurovo (Pravets)
- Gabra (Elin Pelin)
- Svidnia (Svoge)
- Gara Bov (Svoge)
- Aprilovo (Gorna Malina)
- Rebrovo (Svoge)

## Demografía
| Gráfica de evolución de Provincia de Sofía entre 1934 y 2021 |
|                                                              |